# Honda CB 250

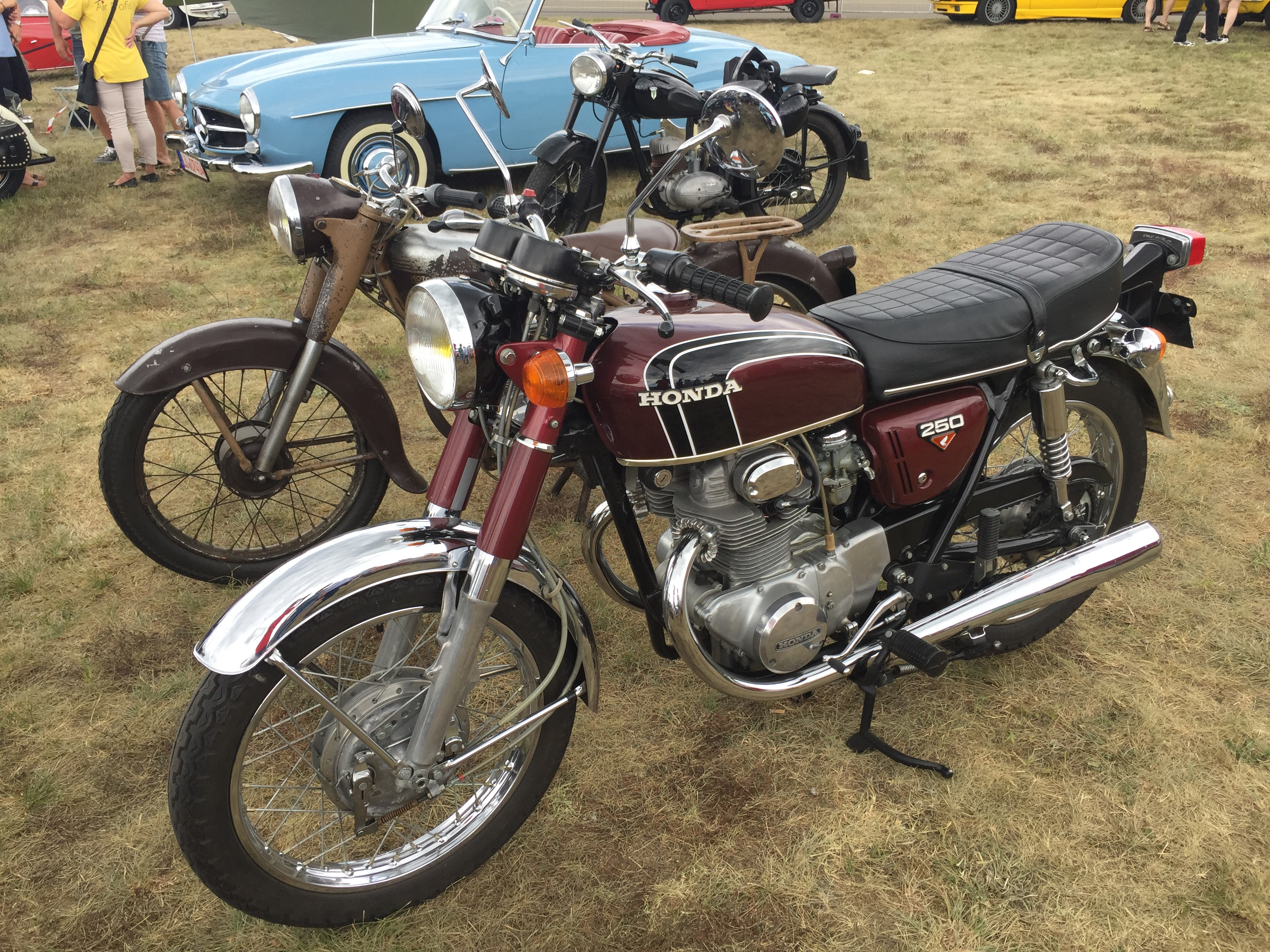
Honda CB 250 K1 1970

CB 250 ist der Name einer Serie von Motorrad-Modellen des japanischen Herstellers Honda. Die Mittelklasse-Zweizylinder wurde in vielen Varianten hergestellt. Die CB 250 (Tipcode 286) wurde im Sommer 1968 in den USA als Nachfolgemodell der CB 72vorgestellt, deren letzte Ausführung auch schon CB 250 hieß.
Sie war eine komplette Neukonstruktion; sowohl Fahrwerk als auch Motor waren neu.

## Varianten
Im Gegensatz zur CB 72 standen die Zylinder senkrecht, der Primärtrieb wurde von Kette auf Zahnräder umgestellt, das Getriebe bekam fünf Gänge, statt Schiebervergasern gab es zwei Gleichdruckvergaser und die Hinterradkette wanderte auf die linke Seite. Der Rahmen wurde zum geschlossenen Doppelschleifenrohrrahmen mit Pressstahl-Lenkkopf und Oberzug. Ursprünglich ohne weitere Bezeichnung, wurde die Maschine nach Erscheinen der modellgepflegten Versionen K1-K4 (Typcode 310/321/348) als K0 bezeichnet. Alle Straßenmodelle hatten horizontal liegende Auspufftöpfe. Die Leistung betrug anfangs 26 PS und wurde 1971 auf 30 PS angehoben. 1973 kam die letzte Version mit 30 PS und als Modell K4 B4 (Typcode 349) mit vorderer Scheibenbremse und Gummibälgen an der Telegabel statt der Tauchhülsen der Vorgängermodelle auf den Markt. Als K4 (Typcode 348) mit der ursprünglichen vorderen Duplexbremse und Tauchhülsen an der Telegabel war sie kaum mehr gefragt, aber lieferbar. 
Hauptsächlich für den US-Markt gab es eine auf leichtes Gelände getrimmte Ausführung, die als CL 250 Scrambler mit linksseitig hochgelegten Auspufftöpfen, breiterem Lenker  und kleinerem Tank gebaut wurde. Außerdem gab es diese Modellreihe mit 325 cm³ als CB 350/CL 350 (Bohrung 64 mm gegenüber 56 mm für 250 cm³). Außerhalb Deutschlands sehr beliebt weil mit 36 PS unterwegs, war der große Motor in Deutschland wegen der Versicherungsklassen (Grenze war 250 cm³, die nächste Grenze war 475 cm³, weshalb dann die CB 450 attraktiver war), nicht sehr verbreitet. Als Sonderfall in dieser Baureihe kann die SL 350 gelten, der K-Motor hängt hier in einem speziell für Geländeeinsatz konstruierten leichten Doppelrohr-Rahmen.

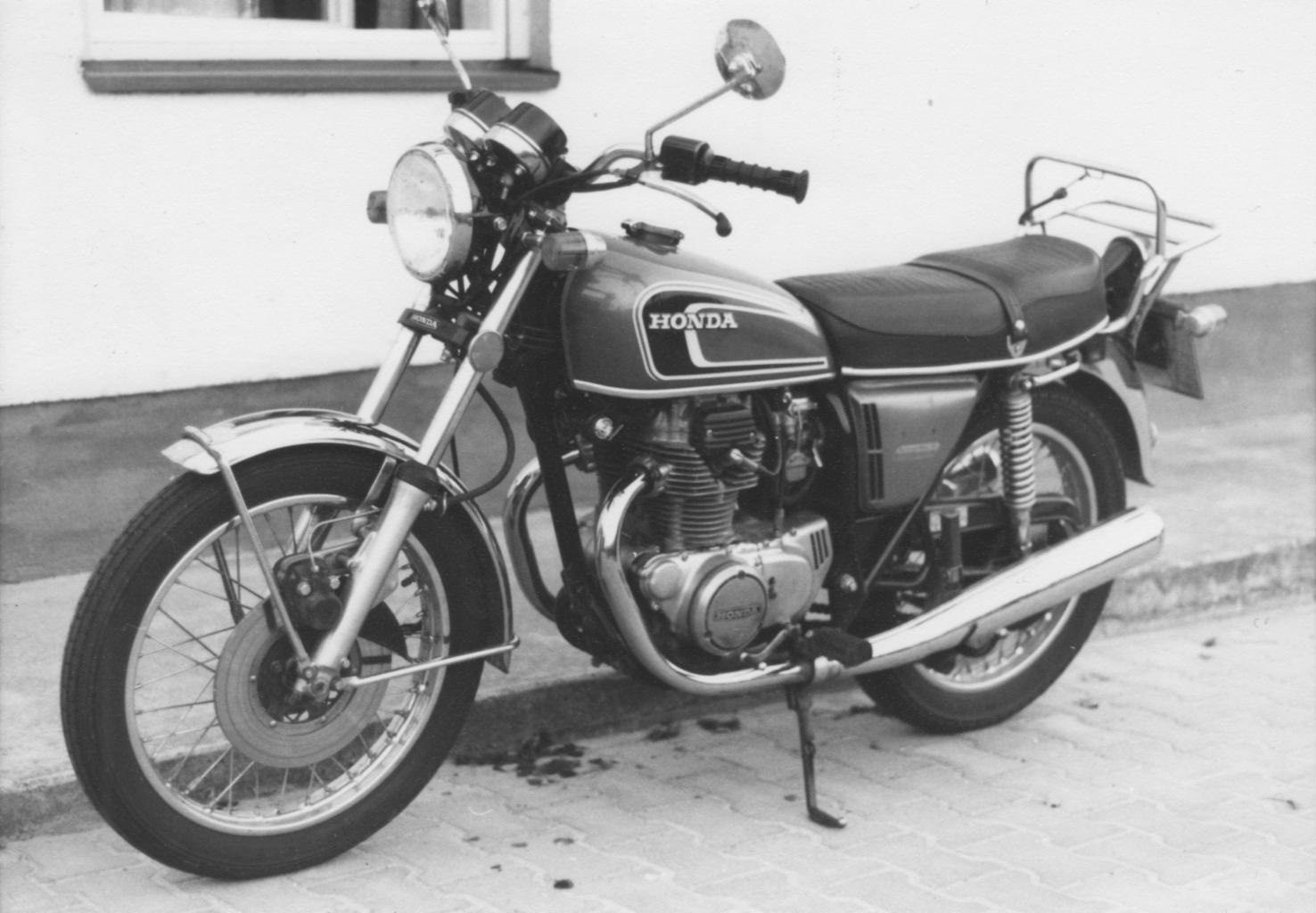
Honda CB 250 G (Zeitgenössische Aufnahme)

Beim Nachfolge-Modell Honda CB 250 G (Typcode 367) wurden viele Schwächen der K-Modelle beseitigt und gleichzeitig optisch deutlich verändert. Der Motor bekam eine Kurbelwelle mit Rillenkugellagern statt der empfindlichen Rollenlager, die früher immer problematische Nockenwelle wurde durch eine vierfache Gleitlagerung im jetzt geteilten Zylinderkopf endlich standfest. Rahmen und Motor wurden soweit geändert, dass der Zylinderkopf bei eingebautem Motor abnehmbar war. Das Getriebe bekam sechs Gänge, wie sie auch die CB 400 Four hatte. Der Tank wurde länger und schlanker und die angewinkelten Auspufftöpfe endeten über der Hinterradachse. Die Sitzbank wurde länger und abschließbar und seitlich klappbar. Die stärkere Schwester CB 360 G hatte 34 PS statt der 27 bis 30 PS der CB 250 G. Die G-Reihe wurde nie als Offroad-Modell angeboten. Die Offroad-Modelle waren nun Einzylinder mit Namen XL, teilweise auch SL.
Das letzte Modell dieser Motorbauart war die CJ 250 T ab 1976, abgespeckt durch fehlenden Anlasser und eine 2-in-1-Auspuffanlage und wieder nur mit 5-Gang-Getriebe. Hier wurde durch einen anderen Tank mit unter einer kleinen Klappe liegendem Drehverschluss sowie einer anderen Sitzbank mit anschließendem Bürzel eine modernere Linie dargeboten. Das vordere Schutzblech wie auch die hintere Radabdeckung wurden verändert. Besonders mit dem der MZ ähnlichen Soloauspuff wirkte das Design etwas gestelzt. Der Motor war im Prinzip der G-Motor und auch mit 67 mm-Bohrung als CJ 360 T (Typcode 388) verfügbar.

## Modellübersicht
| Technische Daten           | CB 250 Super Sport (CB 72)                                                          | CB 250 K0                                                                           | CB 250 K1-K3                                                                        | CB 250 K4/disc                                                                      | CB 250 G                                                                            |
| Motor                      | 2 Zylinder, Viertakt OHC (Leichtmetall), 2 Keihin-Horizontal-Drosselklappenvergaser | 2 Zylinder, Viertakt OHC (Leichtmetall), 2 Keihin-Horizontal-Drosselklappenvergaser | 2 Zylinder, Viertakt OHC (Leichtmetall), 2 Keihin-Horizontal-Drosselklappenvergaser | 2 Zylinder, Viertakt OHC (Leichtmetall), 2 Keihin-Horizontal-Drosselklappenvergaser | 2 Zylinder, Viertakt OHC (Leichtmetall), 2 Keihin-Horizontal-Drosselklappenvergaser |
| Hubraum                    | 247,8 cm³                                                                           | 249 cm³                                                                             | 249 cm³                                                                             | 249 cm³                                                                             | 249 cm³                                                                             |
| Verdichtung                | 9,5 : 1                                                                             | 9,5 : 1                                                                             | 9,5 : 1                                                                             | 9,5 : 1                                                                             | 9,5 : 1                                                                             |
| Leistung (PS)              | 22 bei 8.200 min−1                                                                  | 26 bei 10.150 min−1                                                                 | 30 bei 10.500 min−1                                                                 | 30 bei 10.500 min−1                                                                 | 27 bei 9.500 min−1                                                                  |
| Getriebe                   | 4-Gang, Fußschaltung                                                                | 5-Gang, Fußschaltung                                                                | 5-Gang, Fußschaltung                                                                | 5-Gang, Fußschaltung                                                                | 6-Gang, Fußschaltung                                                                |
| Bremsen                    | vorn Trommelbremse, hinten Trommelbremse                                            | vorn Trommelbremse, hinten Trommelbremse                                            | vorn Trommelbremse, hinten Trommelbremse                                            | vorn Scheibenbremse, hinten Trommelbremse                                           | vorn Scheibenbremse, hinten Trommelbremse                                           |
| Rahmen                     | Rückgratrohrrahmen Motor mittragend---Rohrrahmen mit doppeltem Unterzug             | Rückgratrohrrahmen Motor mittragend---Rohrrahmen mit doppeltem Unterzug             | Rückgratrohrrahmen Motor mittragend---Rohrrahmen mit doppeltem Unterzug             | Rückgratrohrrahmen Motor mittragend---Rohrrahmen mit doppeltem Unterzug             | Rückgratrohrrahmen Motor mittragend---Rohrrahmen mit doppeltem Unterzug             |
| Federung vorne             | ölgedämpfter Stoßdämpfer, Schraubenfeder                                            | ölgedämpfter Stoßdämpfer, Schraubenfeder                                            | ölgedämpfter Stoßdämpfer, Schraubenfeder                                            | ölgedämpfter Stoßdämpfer, Schraubenfeder                                            | ölgedämpfter Stoßdämpfer, Schraubenfeder                                            |
| Federung hinten            | gasdruckgedämpfter Stoßdämpfer, Schraubenfeder                                      | gasdruckgedämpfter Stoßdämpfer, Schraubenfeder                                      | gasdruckgedämpfter Stoßdämpfer, Schraubenfeder                                      | gasdruckgedämpfter Stoßdämpfer, Schraubenfeder                                      | gasdruckgedämpfter Stoßdämpfer, Schraubenfeder                                      |
| Länge × Breite × Höhe (mm) | 2025 × 615 × 950                                                                    | 2040 × 745 × 950                                                                    | 2090 × 775 × 1075                                                                   | 2040 × 765 × 1070                                                                   | 2085 × 760 × 1070                                                                   |
| Radstand                   | 1295 mm                                                                             | ca. 1295 mm                                                                         | 1280/1320 mm                                                                        | 1320 mm                                                                             | 1345 mm                                                                             |
| Serienbereifung            | vorne 2,75–18, hinten 3,00–18                                                       | vorne 3,00–18, hinten 3,25–18                                                       | vorne 3,00–18, hinten 3,25–18                                                       | vorne 3,00–18, hinten 3,25–18                                                       | vorne 3,00–18, hinten 3,50–18                                                       |
| Leergewicht                | 153 kg                                                                              | ca. 160 kg                                                                          | 160 kg                                                                              | 170 kg                                                                              | 175 kg                                                                              |
| Bodenfreiheit              | 140 mm                                                                              | 130 mm                                                                              | 150 mm                                                                              | 150 mm                                                                              | 160 mm                                                                              |
| Höchstgeschwindigkeit      | ca. 130 km/h                                                                        | 145 km/h                                                                            | 150 km/h                                                                            | 150 km/h                                                                            | 142 km/h                                                                            |
| Tankinhalt                 | 14 Liter                                                                            | 14 Liter                                                                            | 12/10 Liter                                                                         | 12 Liter                                                                            | 11 Liter                                                                            |
| Produktionszeit            | 1967–1968                                                                           | 1968–1970                                                                           | 1970–1972                                                                           | 1972–1974                                                                           | 1974–1977                                                                           |

| Technische Daten           | CJ 250 T                                                                            | CB 250 T                                                                            | CB (X) 250 RS                                                                       | CB 250 N                                                                            | CB Two Fifty                                                                        |
| Motor                      | 2 Zylinder, Viertakt OHC (Leichtmetall), 2 Keihin-Horizontal-Drosselklappenvergaser | 2 Zylinder, Viertakt OHC (Leichtmetall), 2 Keihin-Horizontal-Drosselklappenvergaser | 1 Zylinder, Viertakt OHC (Leichtmetall), 1 Keihin-Horizontal-Drosselklappenvergaser | 2 Zylinder, Viertakt OHC (Leichtmetall), 2 Keihin-Horizontal-Drosselklappenvergaser | 2 Zylinder, Viertakt OHC (Leichtmetall), 1 Keihin-Horizontal-Drosselklappenvergaser |
| Hubraum                    | 249 cm³                                                                             | 249 cm³                                                                             | 245 cm³                                                                             | 245 cm³                                                                             | 234 cm³                                                                             |
| Verdichtung                | 9,5 : 1                                                                             | 9,5 : 1                                                                             | 9,5 : 1                                                                             | 9,5 : 1                                                                             | 9,2 : 1                                                                             |
| Leistung (PS)              | 27 bei 9.500 min−1                                                                  | 27 bei 10.000 min−1                                                                 | 27 bei 10.000 min−1 / 17 bei 7.000 min−1                                            | 17 bei 8.500 min−1                                                                  | 17 bei 8.000 min−1                                                                  |
| Getriebe                   | 5-Gang, Fußschaltung                                                                | 5-Gang, Fußschaltung                                                                | 5-Gang, Fußschaltung                                                                | 6-Gang, Fußschaltung                                                                | 5-Gang, Fußschaltung                                                                |
| Bremsen                    | vorn Scheibenbremse, hinten Trommelbremse                                           | vorn Scheibenbremse, hinten Trommelbremse                                           | vorn Scheibenbremse, hinten Trommelbremse                                           | vorn Scheibenbremse, hinten Trommelbremse                                           | vorn Scheibenbremse, hinten Trommelbremse                                           |
| Rahmen                     | Rohrrahmen                                                                          | Rohrrahmen                                                                          | Rohrrahmen                                                                          | Rohrrahmen                                                                          | Rohrrahmen                                                                          |
| Federung vorne             | ölgedämpfter Stoßdämpfer, Schraubenfeder                                            | ölgedämpfter Stoßdämpfer, Schraubenfeder                                            | ölgedämpfter Stoßdämpfer, Schraubenfeder                                            | ölgedämpfter Stoßdämpfer, Schraubenfeder                                            | ölgedämpfter Stoßdämpfer, Schraubenfeder                                            |
| Federung hinten            | gasdruckgedämpfter Stoßdämpfer, Schraubenfeder                                      | gasdruckgedämpfter Stoßdämpfer, Schraubenfeder                                      | gasdruckgedämpfter Stoßdämpfer, Schraubenfeder                                      | gasdruckgedämpfter Stoßdämpfer, Schraubenfeder                                      | gasdruckgedämpfter Stoßdämpfer, Schraubenfeder                                      |
| Länge × Breite × Höhe (mm) | 2145 × 700 × 1080                                                                   | 2040 × 785 × 1125                                                                   | 2070 × 730 × 1060                                                                   | 2115 × 730 × 1105                                                                   | 2150 × 755 × 1090                                                                   |
| Radstand                   | 1295 mm                                                                             | 1335 mm                                                                             | 1350 mm                                                                             | 1395 mm                                                                             | 1425 mm                                                                             |
| Serienbereifung            | vorne 3,00–18, hinten 3,75–18                                                       | vorne 3,00–18, hinten 3,25–18                                                       | vorne 3,00–18, hinten 4,10–18                                                       | vorne 3,60–19, hinten 4,10–18                                                       | vorne 90/100–18, hinten 120/90–16                                                   |
| Leergewicht                | 174 kg                                                                              | 172 kg                                                                              | 134 kg                                                                              | 180 kg                                                                              | 132 kg                                                                              |
| Bodenfreiheit              | 140 mm                                                                              | 160 mm                                                                              | 160 mm                                                                              | 165 mm                                                                              | 166 mm                                                                              |
| Höchstgeschwindigkeit      | 148 km/h                                                                            | ca. 150 km/h                                                                        | ca. 145 km/h                                                                        | ca. 130 km/h                                                                        | 142 km/h                                                                            |
| Produktionszeit            | 1976–1978                                                                           | 1978–1979                                                                           | 1981–1984                                                                           | 1981–1984                                                                           | 1991–2002                                                                           |

## CB mit Gleichläufer-Twin

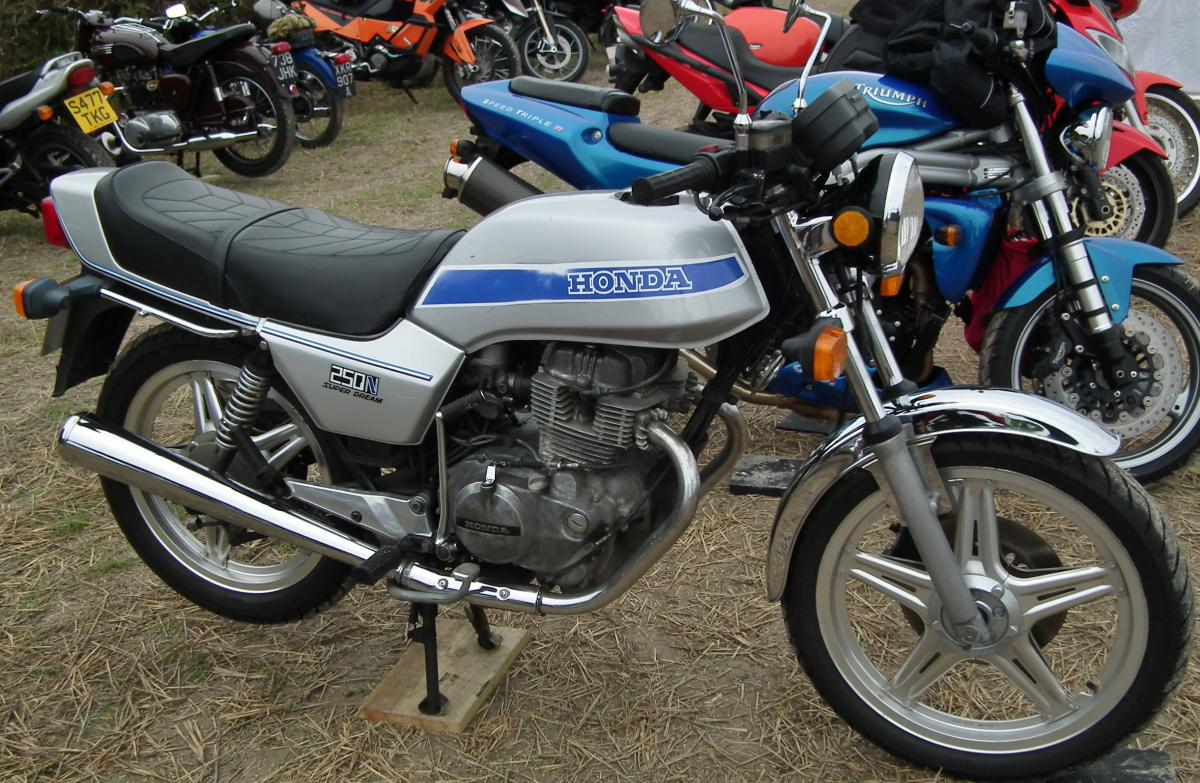
Honda CB 250 N, mit europäischem Design

1978 präsentierte Honda neue Modelle der Baureihe CB 250 T (Typcode 367) und CB 400 T, in Japan und den USA 1977 bis 1979 als CB 250 T Hawk und 1980 bis 1981 als Super Hawk (MC 03) bezeichnet. Es handelte sich um völlig neu konstruierte Parallel-Twin-Motoren als Gleichläufer mit Ausgleichswellen. Die 250er hatte für Deutschland ganz kurze Zeit 27 PS, die 400er 43 PS. Im Zuge einer günstigeren Versicherungseinstufung wurden die jeweiligen Leistungen dann bei 250 cm³ auf 17 PS und bei 400 cm³ auf 27 PS (oder nach Wahl 43 PS) geändert. Die Modellreihe T wurde jedoch schon nach einem Jahr stilistisch überarbeitet und durch die Modelle CB 250 N und CB 400 N ersetzt.

## Letzte Modelle

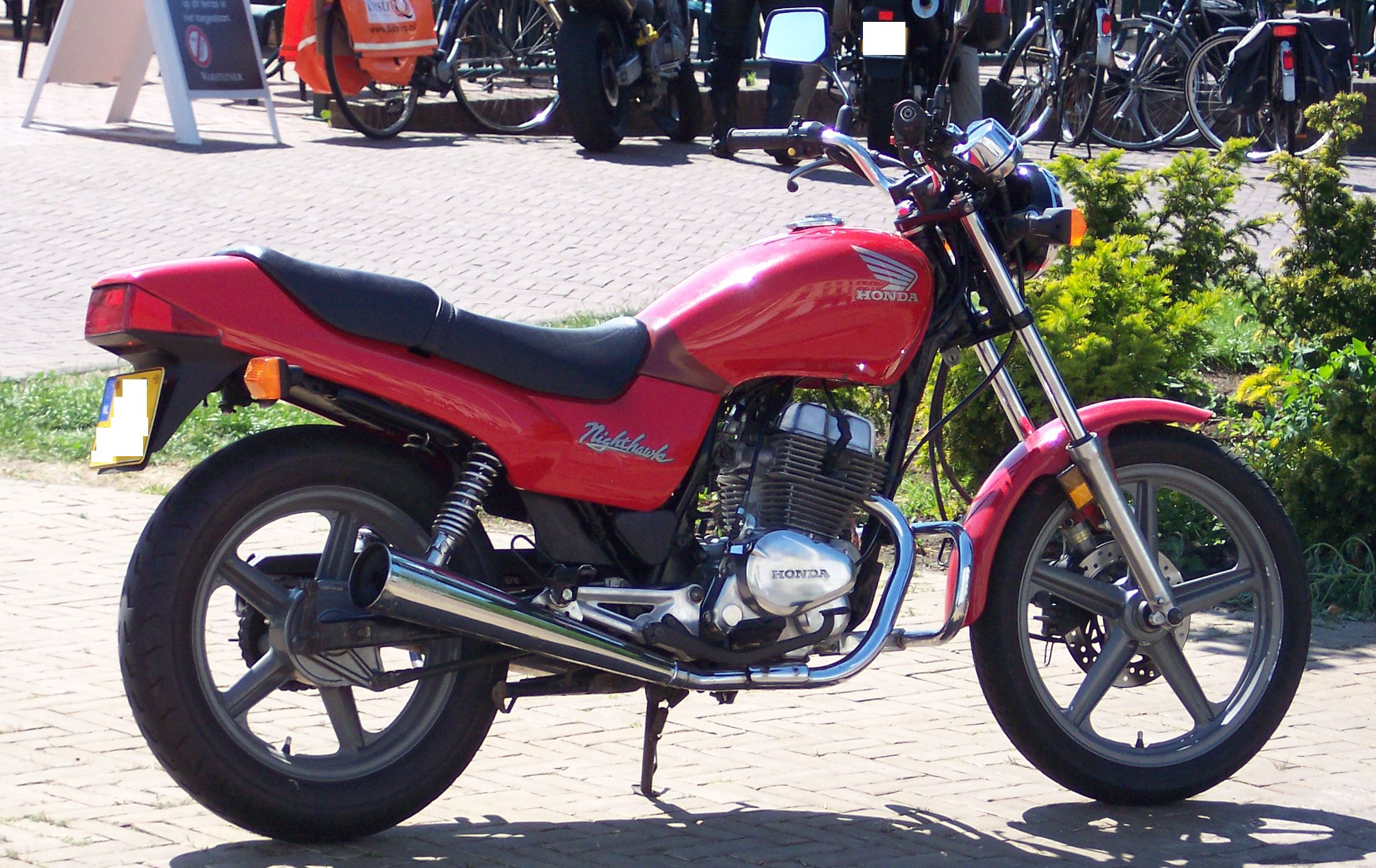
Ein Modell der vorerst letzten Serie, die Honda CB 250 Nighthawk

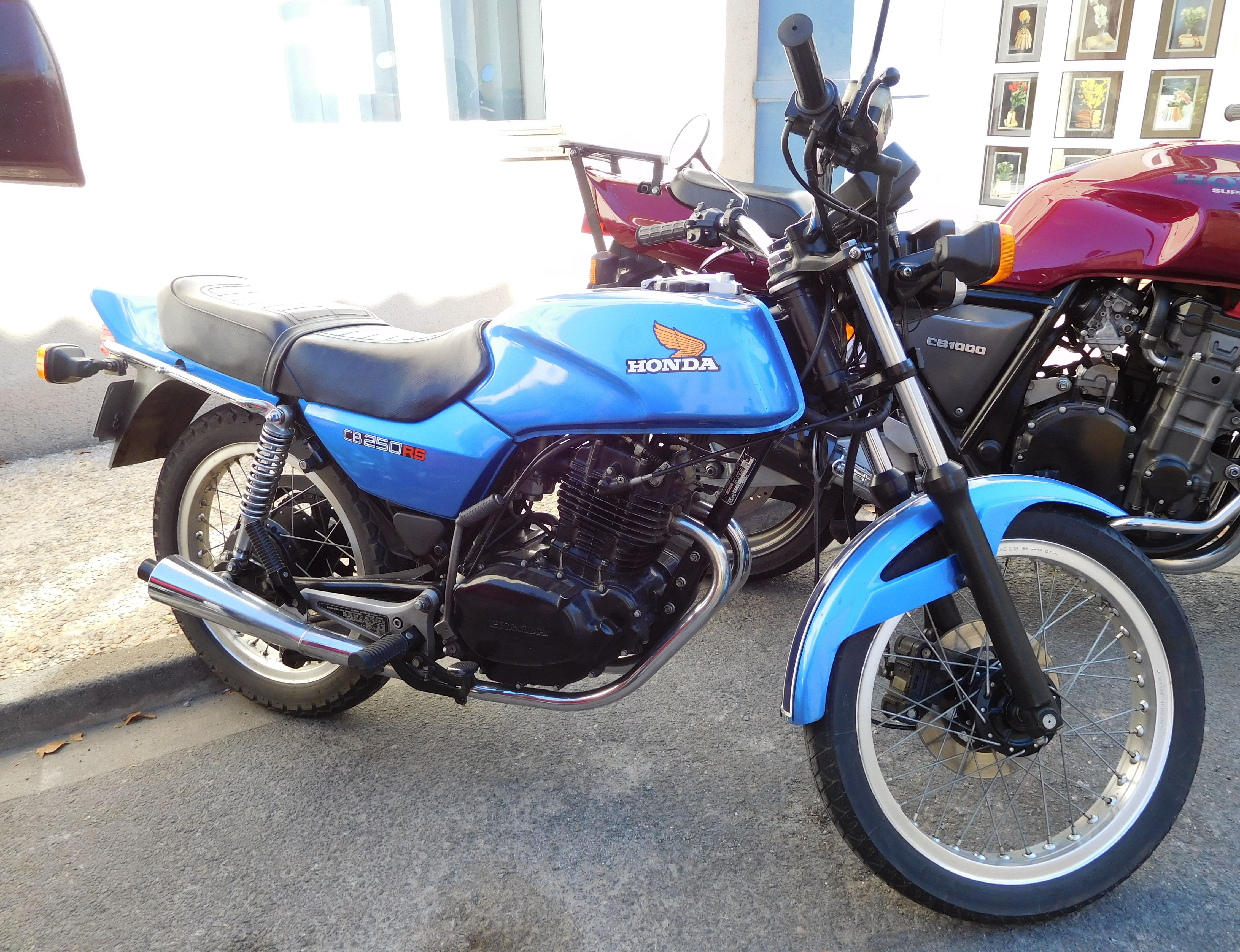
Honda CB 250 RS, blau

Ab 1980 wurde auch eine CB 250 RS (MC 02) gebaut, deren Motor aus der Einzylinder-Enduro XL 250 abgeleitet war und 17 oder 26 PS leistete, die CBX 250 RS (MC 10) ab 1983 hatte 30 PS, die CBX 250 S (MC 12) ab 1985 hatte 28 PS. Auch ein Parallelmodell CL 250 (Typcode 290) wurde nach alter Scrambler-Tradition wieder aufgelegt. Diese hatte den Einzylinder aus der Enduro, eine hochgelegte Auspuffanlage und als Besonderheit einen durch einen kleinen Hebel am Lenker schaltbaren Kriechgang für Geländeeinsatz an starken Steigungen.
Die CB 250 Nighthawk (MC 24) gab es ab 1991 und die (MC 26) ab 1992 bis 2002 mit 21 PS bei 8500 min−1.